# حسن يسري
حسن يسري (10 مايو 1978م)
هو لاعب كرة يد في نادي الزمالك ومنتخب مصر.

## نبذة
شارك حسين يسري مع منتخب مصر في جميع المحافل الدولية. أما مع الزمالك فقد شارك في كأس العالم للأندية 3 مرات وحقق الفريق برونزيتين والمركز الرابع مرة واحدة.